# Luka informacyjna
Luka informacyjna (ang. information gap) – termin pojmowany jako rozbieżność pomiędzy popytem na informację a jej dostępnością w systemach informacyjnych. Jest to także różnica pomiędzy informacją otrzymaną przez użytkownika, a tą którą powinien otrzymać. Innymi słowy, informacja uzyskana przez użytkownika nie spełnia jego potrzeb informacyjnych niezbędnych do podjęcia decyzji. Ilość informacji potrzebnej lub dostęp do niej jest ograniczony. Luka informacyjna jest zjawiskiem stale narastającym w wyniku wzrostu informacji nieistotnych spowodowanym ogólnym rozrostem ilości danych trudnych do przetworzenia. Rozmiary luki informacyjnej są uzależnione od rodzaju zadania, wiedzy, doświadczenia i cech osobowych nabywcy informacji. Luka informacyjna jest rozpatrywana również w ujęciu dysonansu pomiędzy odbiorcą a nadawcą komunikatu, charakteryzującego się nieuwzględnianiem przez odbiorcę informacji, która jest niezgodna z jego przekonaniami.

## Proces identyfikacji oraz eliminacji luki informacyjnej
Powstaniu luki informacyjnej sprzyjają pewne czynniki skupiające się głównie wokół kwestii odbioru informacji. Ryzyko powstania utrudnień z tym związanych można zminimalizować poprzez zastosowanie odpowiednich kroków. Gdy jednak dojdzie do powstania luki informacyjnej warto posłużyć się schematem postępowania w celu jej eliminacji. Poszczególne punkty schematu oznaczają kolejno kroki, które należy podjąć by problem luki został rozwiązany.

### Czynniki sprzyjające powstaniu luki informacyjnej
– Ograniczenia percepcyjne odbiorcy i możliwości nadawcy informacji
– wykształcenie, doświadczenie, język nadawcy i odbiorcy informacji,
– zakłócenia zniekształcające informacje
– szumy informacyjne.

### Schemat postępowania w celu eliminacji luki informacyjnej
1. Zaistnienie deficytu informacji.
2. Określenie okoliczności powstania luki (miejsce i sposób zaistnienia).
3. Oszacowanie przyczyn i późniejszych skutków problemu.
4. Określenie czy tego rodzaju problem miał kiedyś miejsce, jeśli tak to należy przywołać wcześniejsze dokonania w tej kwestii.
5. Opracowanie planu zadań biorącego pod uwagę oczekiwane efekty i drogę ich realizacji.
6. Uzupełnienie brakujących informacji.
7. Weryfikacja efektów podjętych działań.
8. Sformułowanie procedury działań, w celu efektywniejszej reakcji w sytuacji gdy problem powróci.

### Metody minimalizacji luki informacyjnej
– Optymalizacja struktury organizacyjnej,
– usprawnienie procesów biznesowych,
– zastosowanie technologii teleinformatycznych

## Rodzaje luki informacyjnej
1. Luka funkcjonalna – występuje w sytuacji osób narażonych na przeciążenie wiedzą. W szczególności dotyczy ludzi pracujących w zawodach charakteryzujących się koniecznością magazynowania dużej ilości informacji.
2. Luka sytuacyjna – brak w danym miejscu i czasie informacji niezbędnej do podjęcia decyzji w formie możliwej do przyswojenia
3. Luka strukturalna – deficyt informacji spowodowany brakiem działań, w kierunku jej udostępnienia.
4. Luka nadziei informacyjnej – występuje w przypadku, kiedy odbiorca dostaje niepełną informację, która nie pozwala mu podjąć oczekiwanych działań, i równocześnie ma nadzieję na jej uzupełnienie w dalszym czasie przed nadawcę;
5. Luka niezgody informacyjnej – kiedy to odbiorca nie zgadza się z częścią bądź też z całością komunikatu i nie wykorzystuje go do podjęcia jakichkolwiek działań decyzyjnych.

## Cechy luki informacyjnej
– Jest związana z konkretnym użytkownikiem i jego sposobem działania w celu uzyskania relewantnych dla niego informacji.
– jest zmienna w czasie. Potrzeby informacyjne wraz z biegiem czasu mogą ulec zmianie pod
wpływem zastosowania innej metody lub dostępności innych informacji;
– tylko w wyjątkowych sytuacjach można jednoznacznie określić rodzaj informacji potrzebnych do rozwiązania problemu.

## Czynniki determinujące lukę informacyjną jako barierę rozwoju społeczeństwa informacyjnego
– brak umiejętności informacyjnych,
– zjawisko przeciążenia informacyjnego (prowadzące czasem do paraliżu decyzyjnego),
– nadmierne obowiązki informacyjne,
– utrudniony dostęp do informacji publicznej,
– niska jakość informacji.

## Luka informacyjna a potrzeba informacyjna
Luka informacyjna jest także elementem kształtowania się potrzeb informacyjnych. Określana jest jako zbiór pożądanych informacji, jednak nieznanych. Dostępnych w różnorodnych od siebie tekstach, powiązanych pewnymi relacjami wynikającymi z modelu informacyjnego użytkownika, dlatego ma charakter subiektywny. Luka L jest wyrażona w dwóch podzespołach:
– podzbiór informacji koniecznych
– podzbiór informacji pożądanych (uzupełniających). Ten rodzaj informacji wiąże się z poniesieniem kosztów, im luka jest większa, tym koszty są wyższe i wzrastają wraz z dążeniem do zwiększenia stopnia jej wypełnienia.
Luka informacyjna bierze udział w kształtowaniu się potrzeb informacyjnych określonych wzorem: <U, Q, M> —> I —s> lu u L
gdzie:
U – użytkownik poszukujący informacji;
Q – zadanie (problem) rozwiązywany przez U;
M – metody, które U zamierza zastosować do rozwiązania Q;
I – informacje potrzebne U do rozwiązania Q przy stosowaniu metod M;
lu – informacje, które U już posiada;
L – informacje potrzebne do rozwiązania Q, a których U jeszcze nie posiada.